# 秋山恒雄
秋山 恒雄（あきやま つねお、1924年11月1日 - 1996年4月24日）は、日本の経営者。東急百貨店社長を務めた。福島県出身。

## 経歴
1948年に中央大学経済学部を中退し、同年に東横百貨店(現在の東急百貨店)に入社。
1981年4月に取締役に就任し、1986年2月に常務、1987年4月に専務、1990年5月に副社長を経て、1992年4月には社長に就任。1995年4月には取締役相談役に退いた。
1996年4月24日心不全のために死去。71歳没。